# Trekanttjärnen, Härjedalen
Trekanttjärnen är en sjö i Bergs kommun i Härjedalen och ingår i Ljungans huvudavrinningsområde.